# Leleyellus
Leleyellus is een vliegengeslacht uit de familie van de roofvliegen (Asilidae).

## Soorten
- L. eulabes (Loew, 1871)